# 斯派瑟 (明尼蘇達州)
斯派瑟（英語：Spicer）是一個位於美國明尼蘇達州坎迪約希縣的城市。

## 歷史
斯派瑟於1886年成立，同年設立營運至今的郵局，此地得名自一名早期地主約翰·M·斯派瑟（John M Spicer）。

## 人口
根據2020年美國人口普查的數據，斯派瑟的面積為3.12平方千米，當中陸地面積為3.10平方千米，而水域面積為0.02平方千米。當地共有人口1112人，而人口密度為每平方千米356人。